# Soorten nationalisme

La Liberté guidant le peuple (De Vrijheid voert het Volk aan) van Eugène Delacroix waarop Marianne het Franse nationalisme symboliseert tijdens de Julirevolutie in 1830.

Onder Academici op het gebied van nationalisme zijn verschillende soorten nationalisme besproken en beschreven. Nationalisme kan zich zowel manifesteren als een integraal onderdeel van de officiële staatsideologie, als een populaire niet-statelijke beweging. Het kan zich uiten op basis van burgerlijke, etnische, culturele, taalkundige, religieuze of ideologische kenmerken. Hoewel zelfdefinities van natie worden gebruikt om verschillende vormen van nationalisme te classificeren, sluiten deze categorieën elkaar niet uit. Veel nationalistische bewegingen combineren verschillende elementen in diverse mate. Daarnaast kunnen nationalistische bewegingen ook worden geclassificeerd op basis van andere criteria, zoals schaal en locatie. Sommige politieke theoretici, zoals Umut Özkirimli, betogen dat elk onderscheid tussen vormen van nationalisme kunstmatig is. In essentie geloven alle vormen van nationalisme dat de betrokken bevolkingen een vorm van gedeelde cultuur delen. Het is aannemelijk dat de verschillende termen voor nationalisme simpelweg voortkomen uit de diverse manieren waarop academici door de jaren heen hebben geprobeerd nationalisme te definiëren.
Sommige politieke theoretici, zoals Umut Özkirimli, stellen dat elk onderscheid tussen vormen van nationalisme vals is. Bij alle vormen van nationalisme geloven de bevolkingen dat ze een soort gemeenschappelijke cultuur delen. Het is aannemelijk dat alle vormen van nationalisme slechts verwijzen naar de verschillende manieren waarop academici door de jaren heen hebben geprobeerd nationalisme te definiëren.

## Etnisch nationalisme
Etnisch nationalisme definieert een natie op basis van etniciteit, wat altijd verwijst naar afstamming van eerdere generaties, oftewel genofilie. Hierbij spelen ook gedeelde culturele ideeën en meestal een gezamenlijke taal een rol. Het lidmaatschap van de natie wordt doorgegeven via erfelijkheid. De staat krijgt politieke legitimiteit doordat het gezien wordt als het thuisland van de etnische groep, en vanwege de verantwoordelijkheid om deze deels etnische groep te beschermen en hun gezins- en sociale leven als een groep te faciliteren. Hoewel ideeën over etniciteit al oud zijn, werd modern etnisch nationalisme sterk beïnvloed door denkers zoals Johann Gottfried von Herder, die het concept van de "Volk" promootte, en Johann Gottlieb Fichte.
Theoreticus Anthony D. Smith gebruikt de term 'etnisch nationalisme' om niet-westerse concepten van nationalisme aan te duiden, in tegenstelling tot westerse opvattingen van een natie die gedefinieerd wordt door haar geografische territorium. 'Etnonationalisme' wordt doorgaans alleen gebruikt om te verwijzen naar nationalisten die expliciet deze ideologie omarmen; 'etnisch nationalisme' is een bredere term die wordt gebruikt voor nationalisten die deze overtuigingen op een informele, instinctieve of onsystematische manier aanhangen. De minder positieve termen zijn 'etnocentrisch nationalisme' of 'tribaal nationalisme', hoewel 'tribaal nationalisme' een niet-pejoratieve betekenis kan hebben bij het bespreken van Afrikaans, Indiaans of ander nationalisme dat openlijk een tribale identiteit claimt. Yael Tamir heeft betoogd dat de grenzen tussen etnisch en burgerlijk nationalisme steeds vager worden.

### Expansionistisch nationalisme
Expansionistisch nationalisme is een agressieve en radicale variant van nationalisme, specifiek van etnisch nationalisme (etnonationalisme). Het omvat een autonoom, verhoogd bewustzijn van de eigen etnische identiteit en sterke patriottische gevoelens, vaak gepaard met diepgewortelde angsten en vijandigheid jegens 'anderen' of buitenlandse volkeren. Daarnaast kenmerkt het zich door een geloof in het vergroten of herstellen van territoria die in het verleden met militaire middelen werden geclaimd.

### Romantisch nationalisme

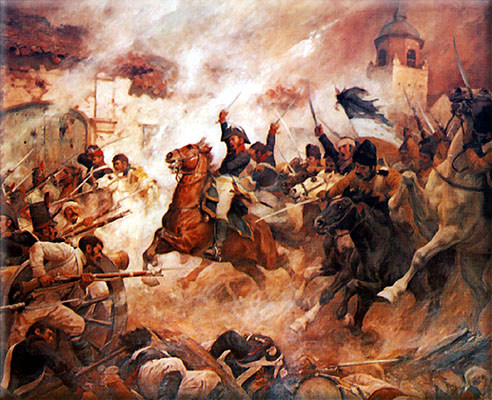
Geromantiseerd schilderij van de Slag om Rancagua tijdens de Chileense Onafhankelijkheidsoorlog door Pedro Subercaseaux

Romantisch nationalisme, ook wel bekend als organisch nationalisme en identiteitsnationalisme, is een vorm van etnisch nationalisme waarbij de staat zijn politieke legitimiteit ontleent aan het idee dat hij een natuurlijk ("organisch") voortvloeisel en uitdrukking is van de natie, het ras of de etniciteit. Deze stroming weerspiegelt de idealen van de Romantiek en staat in contrast met het rationalisme van de Verlichting. Romantisch nationalisme legde de nadruk op een historische etnische cultuur die voldeed aan het romantische ideaal; folklore werd een belangrijk concept binnen deze stroming. De gebroeders Grimm lieten zich inspireren door de geschriften van Herder om een geïdealiseerde verzameling verhalen te creëren die zij beschouwden als representatief voor de Duitse etniciteit. Historicus Jules Michelet is een voorbeeld van een Frans historicus die geassocieerd wordt met het romantisch-nationalistische gedachtegoed.

### Raciaal nationalisme
Raciaal nationalisme is een ideologie die pleit voor een raciale definitie van nationale identiteit. Raciaal nationalisme streeft naar het behoud van een bepaald ras door middel van beleid zoals het verbieden van raciale vermenging en de immigratie van andere rassen. De ideeën van raciaal nationalisme zijn vaak in directe tegenspraak met die van anti-racisme en multiculturalisme. Specifieke voorbeelden zijn zwart nationalisme en wit nationalisme.

## Cultuurnationalisme
Cultuurnationalisme definieert een natie op basis van gedeelde cultuur. Het lidmaatschap van deze natie is niet volledig vrijwillig (aangezien men cultuur niet onmiddellijk kan aannemen) noch strikt erfelijk (kinderen van leden kunnen als buitenlanders worden beschouwd als ze zijn opgegroeid in een andere cultuur). Desondanks kan een traditionele cultuur gemakkelijker worden geïntegreerd in het leven van een individu, vooral als die persoon de kans krijgt om de vaardigheden van deze cultuur in een vroeg stadium van zijn of haar leven te verwerven. Cultureel nationalisme wordt beschouwd als een variant van nationalisme die niet strikt civiel of etnisch is. Voorbeelden hiervan zijn het nationalisme van Catalonië, Quebec en Vlaanderen.

### Taalnationalisme

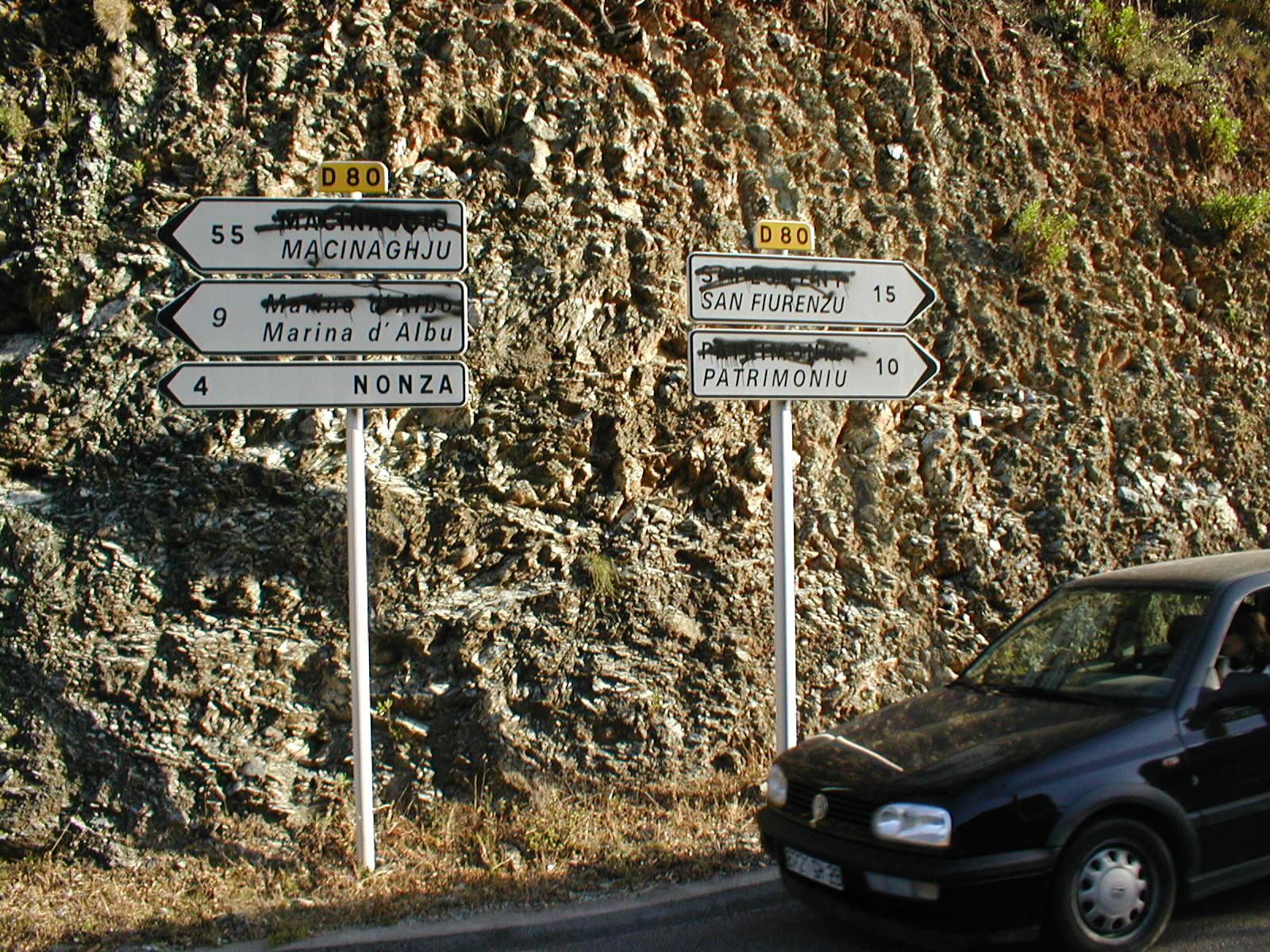
Corsicaanse nationalisten schieten of spuiten soms op de verkeersborden, waardoor de Franse versie van namen wordt beschadigd

Bill 101 is een wet in de provincie Quebec, Canada, die het Frans, de taal van de meerderheid van de bevolking, als de officiële taal van de provinciale overheid vastlegt. Een andere vorm van taalnationalisme is de alleen-Engelstalige beweging, die pleit voor het exclusieve gebruik van de Engelse taal in Engelssprekende landen zoals de Verenigde Staten en Australië.

### Religieus nationalisme
Religieus nationalisme verwijst naar de verbinding tussen nationalisme en een specifieke religieuze overtuiging, geloofsgemeenschap, heilige plaats of geloofsrichting. Deze relatie kan in twee belangrijke aspecten worden onderverdeeld: enerzijds de politisering van religie en anderzijds de invloed van religie op de politiek. In het eerste aspect draagt een gedeelde religie bij aan een gevoel van nationale eenheid onder de burgers van een land. Een ander politiek aspect van religie is dat het kan bijdragen aan een gemeenschappelijke nationale identiteit, vergelijkbaar met gedeelde etniciteit, taal of cultuur.
De invloed van religie op de politiek kan meer ideologisch zijn, waarbij huidige interpretaties van religieuze ideeën politiek activisme en actie kunnen inspireren. Dit kan bijvoorbeeld resulteren in het aannemen van wetten die streven naar striktere religieuze naleving. Een voorbeeld van religieus nationalisme is het hindoenationalisme dat prominent aanwezig is in verschillende staten en regio's in India. Deze beweging heeft zich aangesloten bij de unie van India op basis van religie en postkoloniaal nationalisme

### Postkoloniaal nationalisme
Na het dekolonisatieproces dat volgde op de Tweede Wereldoorlog, kwam er een opkomst van nationalisme op gang in de Derde Wereld. Dit type nationalisme deed zich voor in landen die eerder gekoloniseerd werden. Het nationalistische gevoel in deze naties ontstond als een reactie op de noodzaak van verzet tegen koloniale overheersing om te kunnen overleven. Verzet vormt dan ook een essentieel element binnen dergelijke nationalistische bewegingen, en het bestaan ervan is op zichzelf al een vorm van tegenstand tegen imperialistische indringers.
Het streven van Derde Wereld-nationalisme is om ervoor te zorgen dat de identiteit van de bevolking voornamelijk door henzelf wordt bepaald, en niet door de koloniale machten. Voorbeelden van nationalistische ideologieën uit de Derde Wereld zijn onder andere Afrikaans nationalisme en Arabisch nationalisme. Andere belangrijke nationalistische bewegingen in ontwikkelingslanden zijn het Indiase nationalisme, het Chinese nationalisme, evenals de ideeën voortgekomen uit de Mexicaanse Revolutie en de Haïtiaanse Revolutie.
De nationalistische concepten uit de Derde Wereld hebben met name grote invloed gehad op democratisch gekozen regeringen in Zuid-Amerika.

### Sportnationalisme
Sportevenementen zoals het WK voetbal trekken wereldwijd publiek aan terwijl naties strijden om de suprematie en fans intense steun geven aan hun nationale team. Steeds meer mensen hebben hun loyaliteit en zelfs hun culturele identiteit verbonden met nationale teams. De globalisering van het publiek via televisie en andere media heeft inkomsten gegenereerd uit adverteerders en abonnees in de miljarden dollars, zoals bleek uit de FIFA-schandalen van 2015. Jeff Kingston kijkt naar voetbal, de Gemenebestspelen, honkbal, cricket en de Olympische Spelen en constateert dat "De capaciteit van sport om nationalistische passies en vooroordelen aan te wakkeren en te versterken is even buitengewoon als hun vermogen om te troosten, te verenigen, op te heffen en goodwill te genereren." Het fenomeen is duidelijk aanwezig overal ter wereld. Het Britse Rijk benadrukte sterk sport onder zijn soldaten en agenten over de hele wereld, en vaak deden de lokale bevolking enthousiast mee. Het richtte een prestigieuze competitie op in 1930, genaamd de British Empire Games van 1930 tot 1950, de British Empire and Commonwealth Games van 1954 tot 1966, de British Commonwealth Games van 1970 tot 1974 en sindsdien de Gemenebestspelen.
Het Franse Rijk bleef niet ver achter bij de Britten in het gebruik van sport om de koloniale solidariteit met Frankrijk te versterken. Koloniale functionarissen bevorderden en subsidieerden gymnastiek, tafelspelen en dans en hielpen voetbal zich te verspreiden naar Franse koloniën.

### Spiergebonden nationalisme

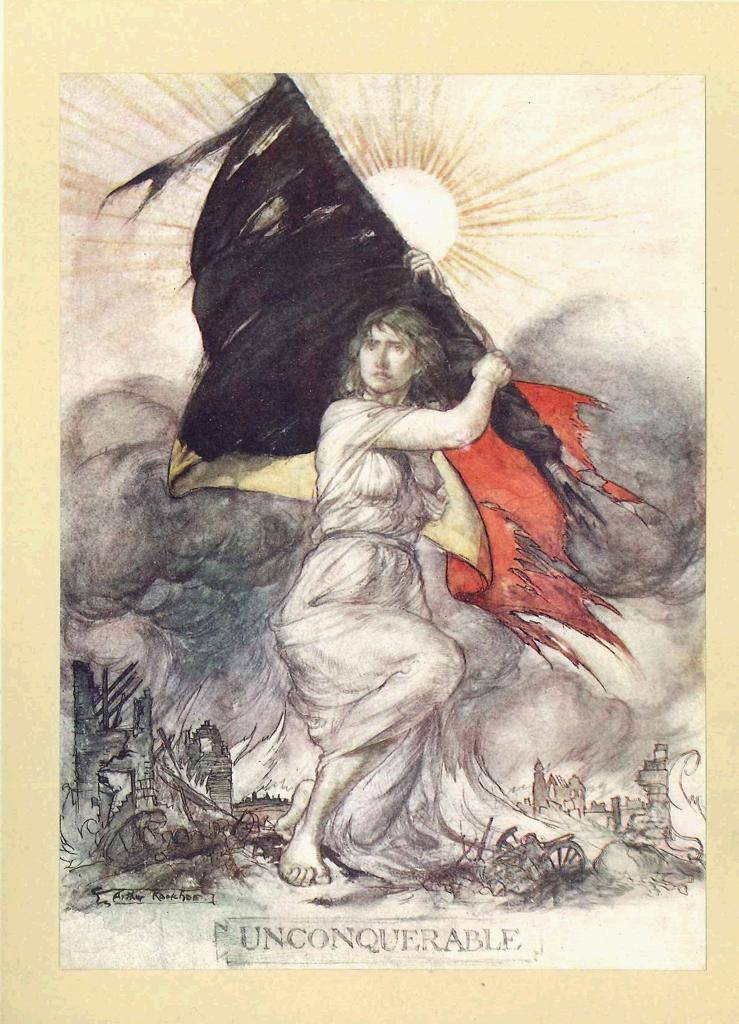
"Onoverwinnelijk" (ook bekend als "Trotse België") is een illustratie gemaakt door de Britse kunstenaar Arthur Rackham in 1914. Het werd gemaakt als een blijk van steun aan België tijdens het begin van de Eerste Wereldoorlog. Het beeld toont een allegorische voorstelling van België, belichaamd door een vrouwelijke figuur, die standvastig staat tegenover dreigende duistere krachten, die symbool staan voor de Duitse agressie. Deze illustratie werd destijds breed verspreid en diende als een krachtig symbool van de vastberadenheid van België om zijn onafhankelijkheid en vrijheid te verdedigen in het licht van tegenspoed.

De feministische kritiek interpreteert nationalisme als een mechanisme waarbij seksuele controle en onderdrukking worden gerechtvaardigd en gelegitimeerd, vaak door een dominante mannelijke macht. De gendering van nationalisme door sociaal geconstrueerde noties van mannelijkheid en vrouwelijkheid vormt niet alleen wat mannelijke en vrouwelijke participatie in de opbouw van die natie eruit zal zien, maar ook hoe de natie zal worden voorgesteld door nationalisten. Een natie met een eigen identiteit wordt gezien als noodzakelijk, en vaak onvermijdelijk, en deze identiteiten zijn gendergebonden. Het fysieke land zelf wordt vaak als vrouwelijk gendered (bijv. "Moederland"), met een lichaam dat voortdurend in gevaar is van schending door buitenlandse mannen, terwijl nationale trots en bescherming van "haar" grenzen wordt gegenderd als mannelijk.
Geschiedenis, politieke ideologieën en religies plaatsen de meeste naties langs een continuüm van spiergebonden nationalisme. Spiergebonden nationalisme conceptualiseert de identiteit van een natie als afgeleid van spiergebonden of mannelijke eigenschappen die uniek zijn voor een bepaald land. Als definities van nationalisme en gender worden begrepen als sociaal en cultureel geconstrueerd, kunnen de twee in samenhang worden geconstrueerd door een "wij" versus "zij" dichotomie te hanteren met als doel de uitsluiting van de zogenaamde "ander", die wordt gebruikt om de verenigende banden van de natie te versterken. De empowerment van één gender, natie of seksualiteit vindt meestal plaats ten koste van en deïllusie van een ander; op deze manier kan nationalisme worden gebruikt als instrument om heteronormatieve machtsstructuren in stand te houden. De gegenderde manier waarop dominant nationalisme in de meeste staten ter wereld is voorgesteld, heeft belangrijke gevolgen gehad, niet alleen voor de individuele ervaring van individuen, maar ook voor de internationale betrekkingen.
Kolonialisme is historisch sterk verweven geweest met spiergebonden nationalisme, van onderzoek dat hegemonische mannelijkheid en rijkopbouw koppelt, tot intersectionele onderdrukking die wordt gerechtvaardigd door kolonialistische beelden van de "ander", een praktijk die integraal is in de vorming van de westerse identiteit. Dit "anderen" kan komen in de vorm van oriëntalisme, waarbij het Oosten door het Westen wordt gefeminiseerd en geseksualiseerd. Het gefeminiseerde Oosten, of "ander", bestaat in contrast met het mannelijke Westen.
De status van veroverde naties kan een dilemma van causaliteit worden: de natie werd "veroverd omdat ze vrouwelijk waren en gezien als vrouwelijk omdat ze veroverd waren." In nederlaag worden ze beschouwd als militair onervaren, niet agressief, en dus niet gespierd. Om als "juist" te worden beschouwd, moet een natie de mannelijk-geslachtelijke kenmerken van viriliteit bezitten, in tegenstelling tot de stereotiep vrouwelijke kenmerken van ondergeschiktheid en afhankelijkheid. Spiergebonden nationalisme is vaak onlosmakelijk verbonden met het concept van een krijger, wat ideologische overeenkomsten deelt over veel naties; ze worden gedefinieerd door de mannelijke noties van agressie, bereidheid om oorlog te voeren, besluitvaardigheid en spierkracht, in tegenstelling tot de vrouwelijke noties van vreedzaamheid, zwakte, geweldloosheid en mededogen. Deze gemasculiniseerde afbeelding van een krijger wordt theoretisch beschouwd als "de culminatie van een reeks gendergerichte historische en sociale processen" die zich afspelen in een nationale en internationale context. Ideeën van cultureel dualisme - van een strijdlustige man en kuisheid van een vrouw - die impliciet zijn in spiergebonden nationalisme, benadrukken de geracialiseerde, geklasseerde, gegenderde en heteronormatieve aard van de dominante nationale identiteit.
Natiestaten en gendersystemen zijn onderling ondersteunende constructies: de natie vervult de mannelijke idealen van kameraadschap en broederschap. Mannelijkheid wordt genoemd als een opmerkelijke factor bij het voortbrengen van politieke militantie. Een veelvoorkomend kenmerk van nationale crisis is een drastische verschuiving in de sociaal aanvaardbare manieren om een man te zijn, wat vervolgens helpt bij het vormgeven van de genderperceptie van de natie als geheel.

### Nativistisch nationalisme
Nativistisch nationalisme is een vorm van nationalisme die vergelijkbaar is met creoolse of territoriale vormen van nationalisme, maar die het behoren tot een natie uitsluitend definieert door geboren te zijn op haar grondgebied. In landen waar sterk nativistisch nationalisme heerst, worden mensen die niet in het land zijn geboren beschouwd als minderwaardige burgers dan degenen die er wel zijn geboren en worden ze immigranten genoemd, zelfs als ze genaturaliseerd zijn. Het is cultureel, omdat mensen nooit een buitenlands geboren persoon zullen beschouwen als een van hen, en het is legaal, omdat zulke mensen levenslang verboden zijn bepaalde banen, vooral overheidsbanen, te bekleden. In wetenschappelijke studies is nativisme een standaard technische term, hoewel degenen die deze politieke opvatting aanhangen doorgaans het label niet accepteren. "[N]ativisten... beschouwen zichzelf niet als nativisten. Voor hen is het een negatieve term en ze beschouwen zichzelf eerder als 'patriotten'."

## Burgerlijk nationalisme
Burgerlijk nationalisme is een vorm van nationalisme waarin de staat zijn politieke legitimiteit ontleent aan de actieve deelname van zijn burgers en de mate waarin hij de 'wil van het volk' vertegenwoordigt. Deze stroming wordt vaak geassocieerd met Jean-Jacques Rousseau en zijn theorieën over het sociale contract, zoals beschreven in zijn boek "The Social Contract" uit 1762. Burgerlijk nationalisme valt binnen de tradities van rationalisme en liberalisme, maar verschilt als vorm van nationalisme van etnisch nationalisme doordat het lidmaatschap van de burgers als vrijwillig wordt beschouwd. De idealen van burgerlijk nationalisme hebben invloed gehad op de ontwikkeling van representatieve democratieën in landen als de Verenigde Staten en Frankrijk.

### Staatsnationalisme

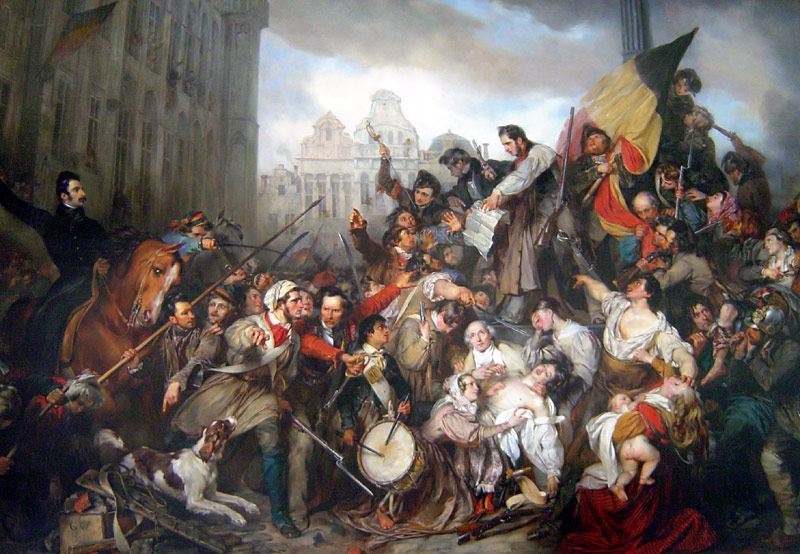
Afbeelding van het staatsnationalisme tijdens de Belgische Revolutie in 1830

Staatsnationalisme is een variant van burgerlijk nationalisme, vaak (maar niet altijd) gecombineerd met etnisch nationalisme. Deze stroming impliceert dat de natie een gemeenschap is van mensen die bijdragen aan het behoud en de kracht van de staat, en dat het individu bestaat om aan dit doel bij te dragen. Het Italiaanse fascisme, onder leiding van Benito Mussolini, is een prominent voorbeeld, gekarakteriseerd door de slogan: "Tutto nello Stato, niente al di fuori dello Stato, nulla contro lo Stato" ("Alles in de staat, niets buiten de staat, niets tegen de staat"). Dit staat echter op gespannen voet met liberale idealen van individuele vrijheid en met liberaal-democratische principes. De creatie van een unitaire en centralistische Franse staat tijdens de Jacobijnse revolutie wordt vaak beschouwd als de originele vorm van staatsnationalisme. Een latere toepassing van staatsnationalisme is te zien in het Spanje onder het regime van Francisco Franco.
De term 'staatsnationalisme' wordt vaak gebruikt in conflicten tussen verschillende vormen van nationalisme, vooral wanneer een secessionistische beweging botst met een gevestigde 'natiestaat'. De separatisten gebruiken deze term om de legitimiteit van de grotere staat in twijfel te trekken, waarbij staatsnationalisme wordt gezien als minder authentiek en minder democratisch. Vlaamse separatisten verwijzen bijvoorbeeld naar het Belgisch nationalisme als staatsnationalisme. Baskische en Corsicaanse separatisten gebruiken deze term respectievelijk voor Spanje en Frankrijk. Er zijn geen objectieve criteria om te beoordelen welke zijde gelijk heeft, wat vaak resulteert in verdeelde bevolkingen met tegenstrijdige oproepen tot loyaliteit en patriottisme. Kritieken op het zogenaamde 'burgernationalisme' pleiten vaak voor het schrappen van de term, omdat deze vaak geassocieerd wordt met imperialisme (in het geval van Frankrijk), patriottisme of eenvoudigweg als een verlengstuk van 'etnisch' of 'echt' nationalisme wordt gezien.

### Territoriaal nationalisme

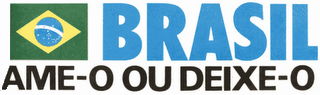
Nationale slogan "Brasil, ame-o ou deixe-o", gebruikt tijdens de militaire dictatuur in Brazilië.

Sommige nationalisten sluiten bepaalde groepen uit. Sommige nationalisten, die de nationale gemeenschap definiëren in etnische, linguïstische, culturele, historische of religieuze termen (of een combinatie daarvan), kunnen dan proberen om bepaalde minderheden te beschouwen als geen echt deel uitmakend van de 'nationale gemeenschap' zoals zij deze definiëren. Soms is een mythisch vaderland belangrijker voor de nationale identiteit dan het daadwerkelijke grondgebied dat door de natie wordt ingenomen.
Territoriale nationalisten gaan ervan uit dat alle inwoners van een bepaalde natie trouw verschuldigd zijn aan hun land van geboorte of adoptie. Een heilige kwaliteit wordt gezocht in de natie en in de populaire herinneringen die zij oproept. Burgerschap wordt geïdealiseerd door territoriale nationalisten. Een criterium van territoriaal nationalisme is de totstandbrenging van een massale, openbare cultuur gebaseerd op gemeenschappelijke waarden, codes en tradities van de bevolking.

### Liberaal nationalisme
Liberaal nationalisme is een vorm van nationalisme die recentelijk is verdedigd door politieke filosofen die geloven dat er een niet-xenofobe vorm van nationalisme kan bestaan die in overeenstemming is met liberale waarden zoals vrijheid, tolerantie, gelijkheid en individuele rechten. Onder andere Ernest Renan, de auteur van "Qu'est-ce qu'une nation?", en John Stuart Mill worden vaak gezien als vroege voorstanders van liberaal nationalisme. Zij betogen vaak dat de waarde van nationale identiteit belangrijk is, omdat individuen deze nodig hebben om een betekenisvol en autonoom leven te leiden. Daarnaast stellen zij dat liberaal-democratische besturen een nationale identiteit nodig hebben om goed te kunnen functioneren.

### Economisch nationalisme
Economisch nationalisme, of economisch patriottisme, is een ideologie die staatstussenkomst in de economie bevordert, met beleid dat de binnenlandse controle over de economie, arbeid en kapitaalvorming benadrukt, zelfs als dit de invoering van tarieven en andere beperkingen op de beweging van arbeid, goederen en kapitaal vereist.

## Ideologisch nationalisme

### Revolutionair nationalisme

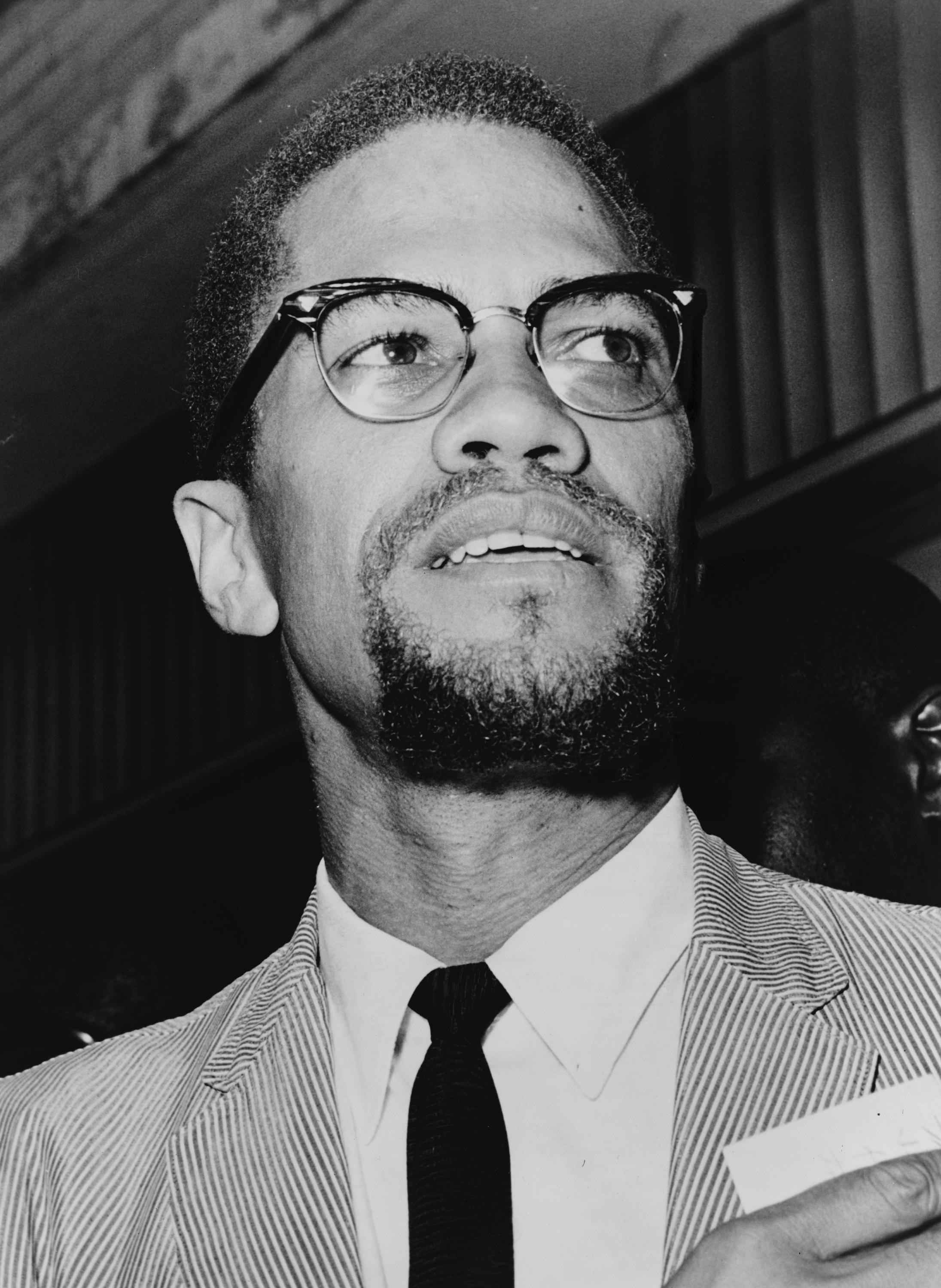
Malcolm X was een prominent revolutionair zwart nationalist in de Verenigde Staten.

Revolutionair nationalisme is een breed begrip dat wordt gebruikt om verschillende soorten nationalistische politieke bewegingen te beschrijven die streven naar hun doelen door middel van een revolutie tegen de bestaande orde. Voorbeelden van individuen en groepen die als revolutionair nationalistisch worden beschouwd, zijn onder meer bepaalde politieke stromingen tijdens de Franse Revolutie, Ierse republikeinen die gewapend verzet voerden tegen de Britse kroon, de Can Vuong-beweging die streed tegen de Franse overheersing in 19e-eeuws Vietnam, de Indiase onafhankelijkheidsbeweging in de 20e eeuw, bepaalde deelnemers aan de Mexicaanse Revolutie, Benito Mussolini en de Italiaanse fascisten, de autonome regering van Khorasan, Augusto Cesar Sandino, de Revolutionair Nationalistische Beweging in Bolivia, zwart nationalisme in de Verenigde Staten, en bepaalde Afrikaanse onafhankelijkheidsbewegingen.

### Nationaal-conservatisme
Nationaal-conservatisme is een stroming binnen het conservatisme die veel voorkomt in Europa en Azië. Het legt de nadruk op het behoud van nationale en culturele identiteit en combineert deze nationalistische zorgen vaak met conservatieve standpunten die traditionele waarden bevorderen. Deze variant deelt kenmerken met traditioneel conservatisme en sociaal conservatisme, omdat alle drie streven naar het behoud van traditie.
Terwijl nationaal conservatisme zich richt op de bescherming van nationale belangen, benadrukt traditioneel conservatisme de waarde van eeuwenoude instellingen. Aan de andere kant legt sociaal conservatisme de nadruk op een patriarchale, beperkende houding ten opzichte van moreel gedrag om de traditionele status in de samenleving te handhaven.
Partijen die het nationaal conservatisme omarmen, hebben vaak hun wortels in landelijke, traditionele of perifere omgevingen, in tegenstelling tot de meer stedelijke basis van liberaal-conservatieve partijen. In Europa omarmt de meerderheid van deze partijen een vorm van euroscepticisme. Sinds 1989 waren de meeste conservatieve partijen in het postcommunistische Midden- en Oost-Europa nationaal conservatief georiënteerd.

### Bevrijdingsnationalisme
Veel nationalistische bewegingen wereldwijd streven naar nationale bevrijding. Ze geloven dat hun naties onderdrukt worden door andere naties en streven naar zelfbeschikking door zich te bevrijden van deze onderdrukkers. Deze ideologie staat nauw in verband met het anti-revisionistische marxistisch-leninisme. Voorbeelden hiervan zijn te vinden in Stalins vroege werk "Marxism and the National Question" en zijn uitspraak "Socialism in One Country", waarin wordt betoogd dat nationalisme kan worden ingezet in een internationalistische context. Hiermee wordt bedoeld dat gestreden wordt voor nationale bevrijding zonder daarbij raciale of religieuze verdeeldheid te creëren.

### Linksnationalisme
Linksnationalisme, ook wel bekend als socialistisch nationalisme, omvat elke politieke beweging die linkse politiek of socialisme combineert met nationalisme. Voorbeelden hiervan zijn onder andere de beweging van 26 juli onder leiding van Fidel Castro, die de Cubaanse Revolutie in gang zette en dictator Fulgencio Batista in 1959 omver wierp. Andere bekende voorbeelden zijn het Ierse Sinn Féin, het Labour-zionisme in Israël en het Afrikaans Nationaal Congres in Zuid-Afrika.

## Anarcho-nationalisme

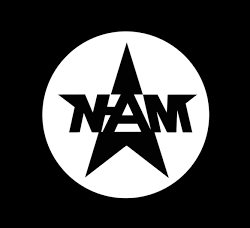
Vlag van de National Anarchist Movement (NAM, vert. Nationaal-Anarchistische Beweging)

Anarchisten die waarde hechten aan nationalisme betogen vaak dat een natie in de eerste plaats bestaat uit een volk. Ze stellen dat de staat de natie exploiteert en dat deze twee niet met elkaar verward moeten worden. Bovendien beweren ze dat in de praktijk staten zelden samenvallen met nationale entiteiten, waardoor het ideaal van de natiestaat eerder een mythe is. Binnen de Europese Unie bijvoorbeeld, stellen zij dat er meer dan 500 etnische groepen zijn binnen de 25 lidstaten, en nog meer in Azië, Afrika en Amerika. Vanuit dit perspectief betogen zij dat het bereiken van zinvolle zelfbeschikking voor alle naties van de wereld een anarchistisch politiek systeem vereist dat gebaseerd is op lokale controle, vrije federatie en wederzijdse hulp.
De geschiedenis toont een lange betrokkenheid van anarchisten bij linksnationalisme wereldwijd. Hedendaagse samensmeltingen van anarchisme met anti-staats-links-nationalisme omvatten bijvoorbeeld vormen van zwart anarchisme en indigenisme.
In Europa, van het begin tot het midden van de 19e eeuw, waren de ideeën van nationalisme, socialisme en liberalisme nauw met elkaar verbonden. Revolutionairen en radicalen zoals Giuseppe Mazzini waren betrokken bij alle drie in ongeveer gelijke mate. De vroege pioniers van het anarchisme waren een product van hun tijd: ze deelden veel overeenkomsten met zowel liberalen als socialisten, en deelden ook veel van de opvattingen van het vroege nationalisme. Michail Bakoenin had bijvoorbeeld een lange carrière als pan-Slavisch nationalist voordat hij het anarchisme omarmde. Hij pleitte ook voor een Verenigde Staten van Europa, een nationalistische visie die voortkwam uit het gedachtegoed van Mazzini. In 1880-1881 schreef de in Boston gevestigde Ierse nationalist WGH Smart artikelen voor een tijdschrift genaamd "The Anarchist". Op vergelijkbare wijze waren anarchisten in het China van het begin van de 20e eeuw sterk betrokken bij de linkervleugel van de nationalistische beweging, terwijl ze zich tegelijkertijd actief verzetten tegen racistische elementen binnen de anti-Mantsjoe vleugel van die beweging.

## Pan-nationalisme
Pan-nationalisme verwijst doorgaans naar een vorm van etnisch en cultureel nationalisme, waarbij de 'natie' bestaat uit een verzameling verwante etnische groepen en culturen, zoals de Slavische volkeren. Soms wordt pannationalisme ook toegepast op mono-etnisch nationalisme, met name wanneer de nationale groep verspreid is over een groot geografisch gebied en verschillende staten, zoals bijvoorbeeld het geval is bij het pangermanisme..

## Diaspora-nationalisme

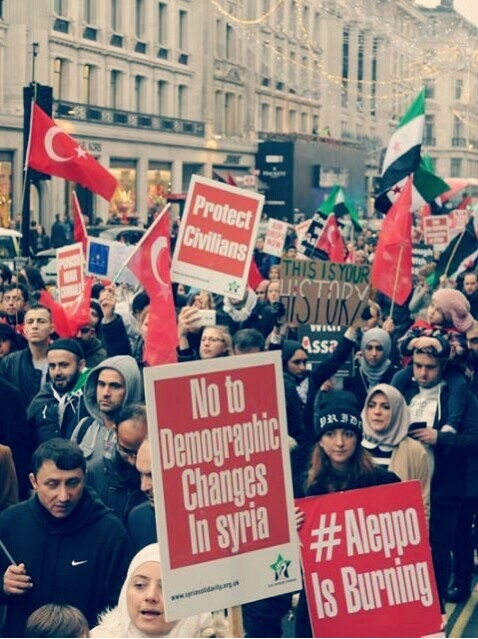
Syrisch-Turkse diaspora tijdens protesten in Londen in december 2016.

Diaspora-nationalisme, ook wel bekend als 'langeafstandsnationalisme' volgens Benedict Anderson, verwijst doorgaans naar nationalistische sentimenten onder een diaspora. Voorbeelden hiervan zijn onder andere de Ieren in de Verenigde Staten, de wereldwijde joodse gemeenschap na de verdrijving uit Jeruzalem (586 vGT), de Libanezen in Amerika en Afrika, evenals de Armeniërs in Europa en de Verenigde Staten. Anderson betoogt dat dit type nationalisme fungeert als een soort denkbeeldige basis voor mensen die een gevoel van nationale verbondenheid willen ervaren, maar die hun diasporagemeenschap niet daadwerkelijk willen verlaten.
Het wezenlijke verschil tussen pannationalisme en diaspora-nationalisme ligt in het feit dat leden van een diaspora per definitie niet meer in hun oorspronkelijke nationale of etnische thuisland wonen. In sommige gevallen verwijst 'diaspora' naar de verspreiding van een volk uit hun (echte of veronderstelde) 'thuisland' als gevolg van een ingrijpende gebeurtenis, zoals oorlog of hongersnood. Nieuwe gemeenschappen en verbindingen ontstaan langs de routes die door mensen uit de diaspora worden afgelegd, verenigd door het gedeelde verlangen om ooit weer 'thuis' te kunnen zijn.
Hoewel het verlangen om terug te keren soms eschatologisch (gericht op het einde der tijden) kan zijn en mogelijk niet in de nabije toekomst zal plaatsvinden, vormt het verlangen naar het verloren thuisland en het gevoel van onderscheid ten opzichte van de omringende culturen waarin mensen uit de diaspora leven, een belangrijk aspect van hun identiteit.

## Pandemisch nationalisme

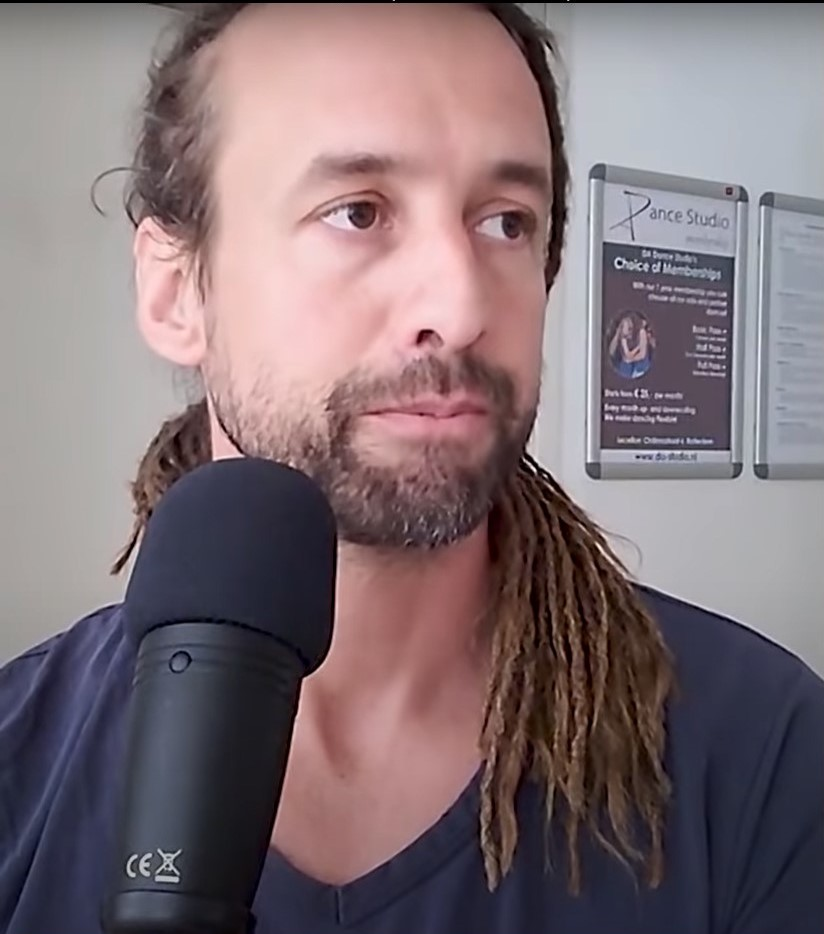
Willem Engel oprichter van de actiegroep Viruswaarheid

Harris Mylonas en Ned Whalley hebben samen een speciale uitgave over "pandemisch nationalisme" samengesteld, waarin ze de relatie tussen nationalisme en de COVID-19-pandemie verkennen. Hoewel nationalisme ongetwijfeld heeft geholpen bij het oplossen van collectieve actieproblemen binnen staatsgrenzen tijdens de pandemie, heeft het deze problemen ondermijnd op wereldwijde schaal. Het meest duidelijke voorbeeld hiervan is het schrijnende falen van internationale organisaties om een passende reactie te coördineren. Zoals ze het verwoorden: "Tijdens de pandemie heeft een nationalistische menselijke calculus gezegevierd. Solidariteit is uitgebreid naar mede-landgenoten, maar is minder royaal geweest voorbij dat punt. Alle staten hebben gereageerd door naar binnen te keren. Grenssluitingen stonden vanaf het allereerste begin centraal in de inspanningen voor mitigatie, en lockdowns werden gelegitimeerd en vaak afgedwongen door nationale en patriottische discoursen."